# ジョージ・アレガイアー

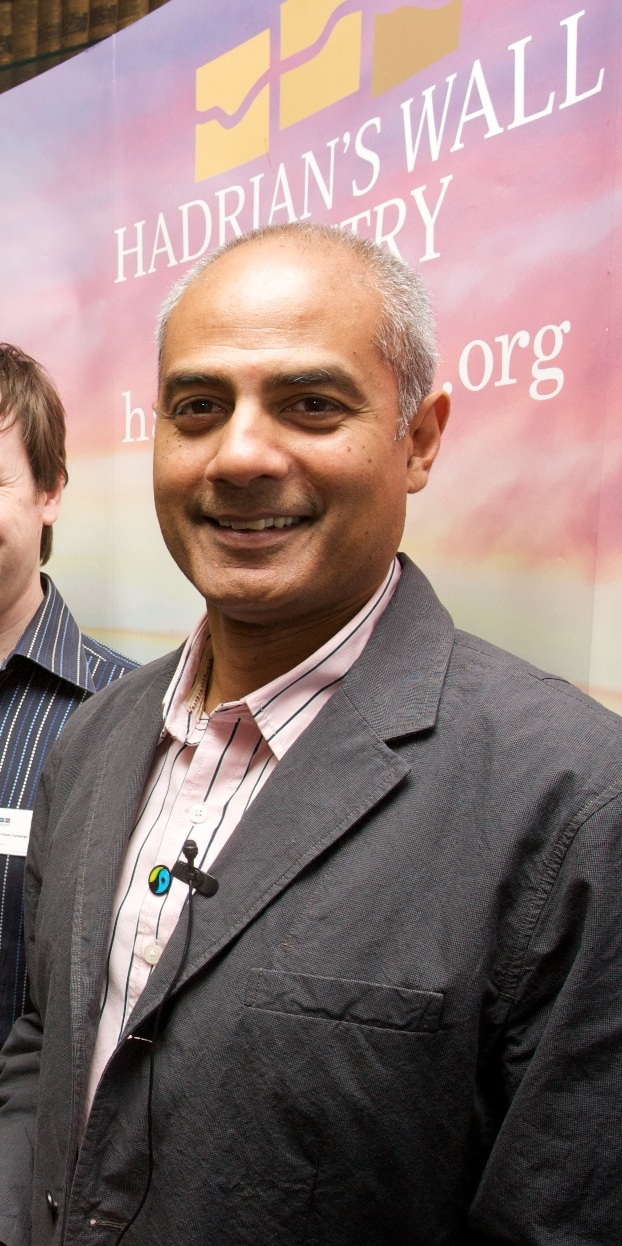
ジョージ・アレガイアー

ジョージ・マックスウェル・アレガイアー（George Maxwell Alagiah、1955年11月22日 - 2023年7月24日）は、スリランカ生まれのBBCキャスターである。
アレガイアーの一族はスリランカ南部に出自があるタミル人だが、彼が5歳の時にシンハラ人によるタミル人への民族差別を嫌った両親に連れられてガーナに移住した。その後、11歳でイギリスのボーディングスクールに入る為にイギリスに渡った。進学先の学校で唯一の有色人種として人種差別を経験したが勉学に励みダラム大学に入学した。そして大学卒業後に雑誌社勤務を経てBBCに転職し海外特派員として活動を始め、世界各国の紛争地域でジャーナリストとして取材を重ねた。ジャーナリストとして数々の賞を受賞後、BBCではアジア系初のニュースキャスターとして抜擢され、長年ニュース番組で活躍した。
イギリス国内向けの『BBC News at Six』を担当した他、BBCワールドで『ワールド・ニュース・トゥデイ』のキャスターを務めた。在職中に大腸がんで死去。